# أومازاكي (شيزوكا)
مدينة أومازاكي (بالإنجليزية: Omaezaki)‏ هي أحد المدن التابعة لمحافظة شيزوكا. تأسست رسميًا في 01/04/2004. ويقدر عدد سكانها بـ 35015 نسمة حسب تقدير مكتب الإحصاء الياباني لعام 2012. تبلغ مساحة أومازاكي 65.85 كم2. بكثافة سكانية تبلغ 532 نسمة/كم2.

## المناخ
يظهر الجدول التالي التغييرات المناخية على مدار السنة لأومازاكي:
| البيانات المناخية لـأومازاكي      | البيانات المناخية لـأومازاكي | البيانات المناخية لـأومازاكي | البيانات المناخية لـأومازاكي | البيانات المناخية لـأومازاكي | البيانات المناخية لـأومازاكي | البيانات المناخية لـأومازاكي | البيانات المناخية لـأومازاكي | البيانات المناخية لـأومازاكي | البيانات المناخية لـأومازاكي | البيانات المناخية لـأومازاكي | البيانات المناخية لـأومازاكي | البيانات المناخية لـأومازاكي | البيانات المناخية لـأومازاكي |
| الشهر                             | يناير                        | فبراير                       | مارس                         | أبريل                        | مايو                         | يونيو                        | يوليو                        | أغسطس                        | سبتمبر                       | أكتوبر                       | نوفمبر                       | ديسمبر                       | المعدل السنوي                |
| --------------------------------- | ---------------------------- | ---------------------------- | ---------------------------- | ---------------------------- | ---------------------------- | ---------------------------- | ---------------------------- | ---------------------------- | ---------------------------- | ---------------------------- | ---------------------------- | ---------------------------- | ---------------------------- |
| متوسط درجة الحرارة الكبرى °م (°ف) | 10.0 (50.0)                  | 10.6 (51.1)                  | 13.3 (55.9)                  | 17.6 (63.7)                  | 21.3 (70.3)                  | 24.0 (75.2)                  | 27.2 (81.0)                  | 29.2 (84.6)                  | 26.7 (80.1)                  | 22.1 (71.8)                  | 17.6 (63.7)                  | 12.6 (54.7)                  | 19.3 (66.8)                  |
| المتوسط اليومي °م (°ف)            | 6.0 (42.8)                   | 6.5 (43.7)                   | 9.3 (48.7)                   | 14.2 (57.6)                  | 18.0 (64.4)                  | 21.2 (70.2)                  | 24.5 (76.1)                  | 26.1 (79.0)                  | 23.6 (74.5)                  | 18.8 (65.8)                  | 14.0 (57.2)                  | 8.7 (47.7)                   | 15.9 (60.6)                  |
| متوسط درجة الحرارة الصغرى °م (°ف) | 2.3 (36.1)                   | 2.7 (36.9)                   | 5.3 (41.5)                   | 10.9 (51.6)                  | 14.9 (58.8)                  | 18.7 (65.7)                  | 22.3 (72.1)                  | 23.7 (74.7)                  | 21.0 (69.8)                  | 15.8 (60.4)                  | 10.4 (50.7)                  | 4.9 (40.8)                   | 12.7 (54.9)                  |
| الهطول مم (إنش)                   | 76.7 (3.02)                  | 97.1 (3.82)                  | 166.7 (6.56)                 | 190.2 (7.49)                 | 216.4 (8.52)                 | 280.4 (11.04)                | 222.9 (8.78)                 | 215.6 (8.49)                 | 211.3 (8.32)                 | 170.7 (6.72)                 | 135.3 (5.33)                 | 70.4 (2.77)                  | 2٬053٫7 (80.86)              |
| متوسط الرطوبة النسبية (%)         | 59                           | 61                           | 64                           | 75                           | 78                           | 85                           | 88                           | 85                           | 80                           | 73                           | 68                           | 63                           | 73                           |
| ساعات سطوع الشمس الشهرية          | 198.1                        | 175.7                        | 191.9                        | 176.7                        | 201.8                        | 148.5                        | 177.6                        | 223.8                        | 167.1                        | 161.2                        | 161.3                        | 189.7                        | 2٬173٫4                      |
| المصدر: NOAA (1961-1990)          |                              |                              |                              |                              |                              |                              |                              |                              |                              |                              |                              |                              |                              |